# Milán
A Milán szláv eredetű férfinév, jelentése: kedves.

## Rokon nevek
- Milos (Miloš):[1] a szláv Mil- kezdetű férfinevek önállósult beceneve, a jelentése kedves.[2]

## Gyakorisága
Az 1990-es években a Milán gyakori, a Milos szórványos név, a 2000-es években a Milán a 8–32. leggyakoribb férfinév, a Milos nem szerepel az első százban. Közkedvelt Csehországban, Szlovákiában, és a volt Jugoszlávia szláv utódállamaiban.

## Névnapok
Milán
- május 19.[2]
- július 18.[2]
- szeptember 11.[2]

Milos
- november 26.

## Idegen nyelvi változatai
- Milan (szláv)

## Híres Milánok, Milosok
- „Milán” utónevű személyek szócikkeinek listája a Wikidata alapján
- „Milan” utónevű személyek szócikkeinek listája a Wikidata alapján
- „Miloš” utónevű személyek szócikkeinek listája a Wikidata alapján